# Champvoisy
Champvoisy är en kommun i departementet Marne i regionen Grand Est (tidigare regionen Champagne-Ardenne) i nordöstra Frankrike. Kommunen ligger i kantonen Dormans som tillhör arrondissementet Épernay. År 2022 hade Champvoisy 253 invånare.

## Befolkningsutveckling
Antalet invånare i kommunen Champvoisy
| Referens: INSEE |